# Dear (早見優のアルバム)
『Dear』（ディアー）は、1983年8月21日に発売された早見優の1枚目のミニ・アルバム。規格品番は、LP:20TR-2025、CT:20TT-1025。

## 概要
7曲入りのミニ・アルバム。A面には ″NANCY SIDE″、B面には ″LION SIDE″ とテーマが設けられている。ヒットシングル「夏色のナンシー」「渚のライオン」の他、早見のトークやメッセージなどが収録されている。作詞、作曲、編曲は三浦徳子、筒美京平、茂木由多加の3人によって行なわれている。
LPやカセットテープでは、曲の冒頭又は末尾に早見のトークとメッセージが収められていたが、『Dear+Sincerely+4』ではトークの部分が別のトラックとして分割されているため、曲数が多くなっている。
2012年に、本作を含むオリジナル・アルバムを全て収めたCD-BOX『Thank YU〜30th Anniversary Special Box〜』が発売された際には、本作『Dear』と1984年に発売された2枚目のミニ・アルバム『Sincerely』の2枚のアルバムが1枚のディスクに収められ、更に1992年以降に発売されたアルバム未収録シングルなどのボーナス・トラックが追加され、『Dear+Sincerely+4』としてDisc-14に収録された。

## 収録曲

### LP／CT

#### Side 1 "NANCY SIDE"
1. 夏色のナンシー（3:07）
作詞：三浦徳子 / 作曲：筒美京平 / 編曲：茂木由多加
2. 可愛いサマータイム（3:15）
作詞：三浦徳子 / 作曲：筒美京平 / 編曲：茂木由多加
3. You and Me（3:37）
作詞：三浦徳子 / 作曲・編曲：茂木由多加

#### Side B "LION SIDE"
1. 渚のライオン（2:45）
作詞：三浦徳子 / 作曲：筒美京平 / 編曲：茂木由多加
2. 優のテーマ（2:54）
作曲・編曲：茂木由多加
3. 赤いサンダル（3:18）
作詞：三浦徳子 / 作曲：筒美京平 / 編曲：茂木由多加
4. 真夏のボクサー（4:04）
作詞：三浦徳子 / 作曲・編曲：茂木由多加

### Dear+Sincerely+4
- 「優のテーマ」と「アーメッドのテーマ」の全作曲・編曲は茂木由多加

1. 優のテーマ (PART 1)
2. 夏色のナンシー
3. 優のテーマ (PART 2)
4. 可愛いサマータイム
5. 優のテーマ (PART 3)
6. You and Me
7. 渚のライオン
8. 優のテーマ (PART 4)
9. 赤いサンダル
10. 真夏のボクサー
11. 優のテーマ (PART 5)
12. アーメッドのテーマ (PART 1)
13. 誘惑光線・クラッ!
14. アーメッドのテーマ (PART 2)
15. 緑色のラグーン
16. アーメッドのテーマ (PART 3)
17. BEAUTIFUL RIVALS
18. アーメッドのテーマ (PART 4)
19. アーメッドのテーマ (PART 5)
20. Me☆セーラーマン
21. アーメッドのテーマ (PART 6)
22. ペンギン・ロコモーション
23. アーメッドのテーマ (PART 7)
24. Let's Make a Memory
25. アーメッドのテーマ (PART 8)

#### ボーナス・トラック
1. ほほ笑みあえる
作詞：池永朋子 / 作曲：Tsukasa / 編曲：山川恵津子
2. 眠れる森の美女
作詞：氷室冴子 / 作曲：上田知華 / 編曲：Jeff Lorber
3. CHANCE〜めぐりあいを、宝石にかえて〜
作詞・作曲：中原めいこ / 編曲：岡本洋・中原めいこ
4. ハロウィーン
作詞：和田誠 / 作曲：櫻井順